# Minerals fosfats

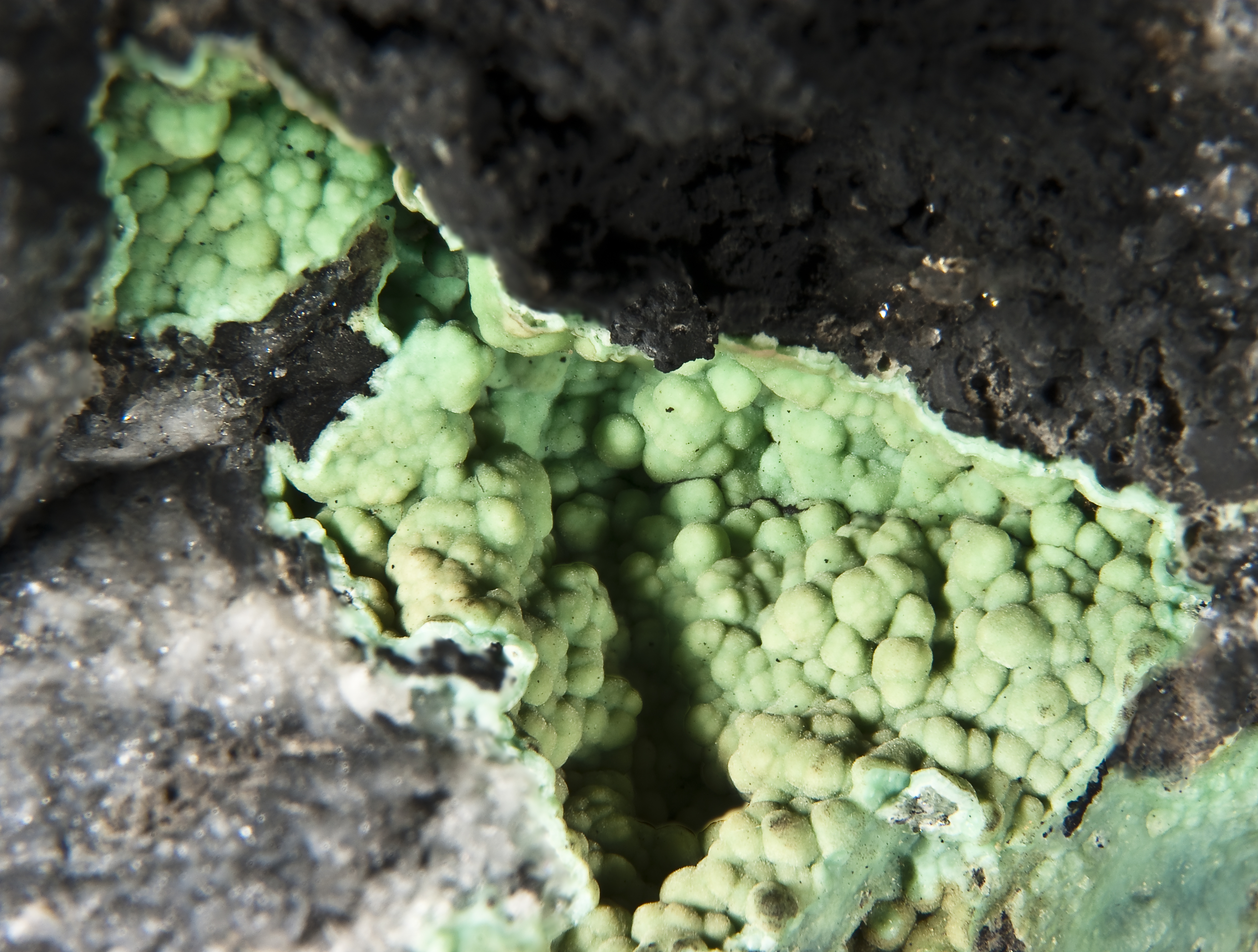
Variscita, un mineral fosfat

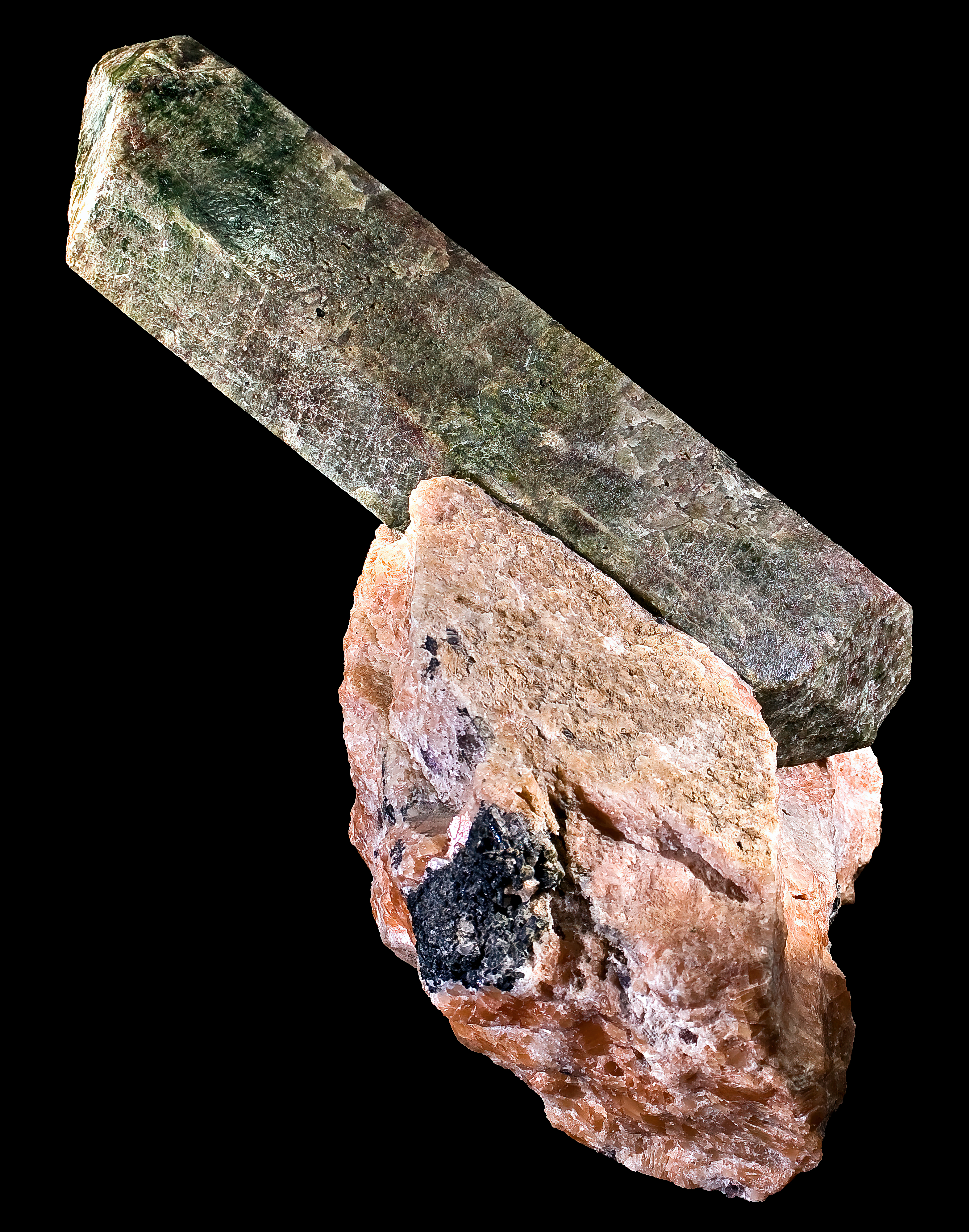
Apatita, un mineral fosfat

Els minerals fosfats són els minerals que contenen l'anió fosfat (PO₄3-) tetraèdricament coordinat, així com les lliures substitucions per arsènic (AsO₄3-) i vanadi (VO₄3-). El anions clor (Cl-), fluor (F-) i hidròxid (OH-) també encaixen en aquesta estructura cristal·lina. La classe de minerals fosfats és un grup gran i divers, però només unes poques espècies són relativament comunes. Aquesta classificació també inclou els arsenats (AsO₄3−) i els vanadats (VO₄3−).
Segons la Classificació de Nickel-Strunz, els minerals fosfats s'estructuren de la manera següent:
08.A - Fosfats, etc. sense anions addicionals, sense H₂O
08.AA - Amb cations petits (alguns també amb grans)
08.AA.05 - Alarsita, berlinita, rodolicoïta
08.AA.10 - Beril·lonita
08.AA.15 - Hurlbutita
08.AA.20 - Litiofosfat
08.AA.25 - Nalipoïta
08.AA.30 - Olimpita
08.AB - Amb cations de mida mitjana
08.AB.05 - Farringtonita
08.AB.10 - Ferrisicklerita, heterosita, litiofilita, natrofilita, purpurita, sicklerita, simferita, trifilita, karenwebberita
08.AB.15 - Sarcòpsid, chopinita
08.AB.20 - Beusita, graftonita
08.AB.25 - Xantiosita
08.AB.30 - Lammerita, lammerita-β
08.AB.35 - Mcbirneyita, stranskiïta, pseudolyonsita
08.AB.40 - Lyonsita
08.AC - Amb cations de mida mitjana i gran
08.AC.05 - Howardevansita
08.AC.10 - Al·luaudita, arseniopleïta, caryinita, ferroal·luaudita, hagendorfita, johil·lerita, maghagendorfita, nickenichita, varulita, ferrohagendorfita, bradaczekita, yazganita, groatita
08.AC.15 - Bobfergusonita, ferrowyl·lieïta, qingheiïta, rosemaryita, wyl·lieïta, ferrorosemaryita, qingheiïta-(Fe2+)
08.AC.18 - Manitobaïta
08.AC.20 - Marićita
08.AC.25 - Berzeliïta, manganberzeliïta, palenzonaïta, schäferita
08.AC.30 - Brianita
08.AC.35 - Vitusita-(Ce)
08.AC.40 - Olgita, bario-olgita
08.AC.45 - Estronciowhitlockita, whitlockita, merrillita, tuïta, ferromerrillita, bobdownsita
08.AC.50 - Chladniïta, fil·lowita, johnsomervilleïta, galileiïta, stornesita-(Y), xenofil·lita
08.AC.55 - Harrisonita
08.AC.60 - Kosnarita
08.AC.65 - Panethita
08.AC.70 - Stanfieldita
08.AC.75 - Ronneburgita
08.AC.80 - Tillmannsita
08.AC.85 - Filatovita
08.AD - Només amb cations de mida gran
08.AD.05 - Nahpoïta
08.AD.10 - Monetita, weilita, švenekita
08.AD.15 - Archerita, bifosfammita
08.AD.20 - Fosfammita
08.AD.25 - Buchwaldita
08.AD.30 - Schultenita
08.AD.35 - Chernovita-(Y), dreyerita, wakefieldita-(Ce), wakefieldita-(Y), xenotima-(Y), pretulita, xenotima-(Yb), wakefieldita-(La), wakefieldita-(Nd)
08.AD.40 - Pucherita
08.AD.45 - Ximengita
08.AD.50 - Gasparita-(Ce), monazita-(Ce), monazita-(La), monazita-(Nd), rooseveltita, cheralita, monazita-(Sm)
08.AD.55 - Tetrarooseveltita
08.AD.60 - Chursinita
08.AD.65 - Clinobisvanita
08.B - Fosfats, etc. amb anions addicionals, sense H₂O
08.BA - Amb cations de mida petita i mitjana
08.BA.05 - Väyrynenita
08.BA.10 - Bergslagita, herderita, hidroxilherderita
08.BA.15 - Babefphita
08.BB - Només amb cations de mida mitjana, (OH, etc.):RO₄ sobre 1:1
08.BB.05 - Ambligonita, montebrasita, tavorita
08.BB.10 - Triplita, zwieselita
08.BB.15 - Sarkinita, triploidita, wagnerita, wolfeïta, stanĕkita, joosteïta, hidroxilwagnerita, arsenowagnerita
08.BB.20 - Holtedahlita, satterlyita
08.BB.25 - Althausita
08.BB.30 - Adamita, eveïta, libethenita, olivenita, zincolibethenita, zincolivenita, auriacusita
08.BB.35 - Paradamita, tarbuttita
08.BB.40 - Barbosalita, hentschelita, latzulita, scorzalita, wilhelmkleinita
08.BB.45 - Trol·leïta
08.BB.50 - Namibita
08.BB.55 - Fosfoel·lenbergerita
08.BB.60 - Urusovita
08.BB.65 - Theoparacelsita
08.BB.70 - Turanita
08.BB.75 - Stoiberita
08.BB.80 - Fingerita
08.BB.85 - Averievita
08.BB.90 - Lipscombita, richel·lita, zinclipscombita
08.BC - Només amb cations de mida mitjana, (OH, etc.):RO₄ > 1:1 i < 2:1
08.BC.05 - Angelel·lita
08.BC.10 - Frondelita, rockbridgeïta, plimerita
08.BC.15 - Aerugita
08.BD - Només amb cations de mida mitjana, (OH, etc.):RO₄ = 2:1
08.BD.05 - Cornwallita, pseudomalaquita, reichenbachita
08.BD.10 - Arsenoclasita, gatehouseïta
08.BD.15 - Parwelita
08.BD.20 - Reppiaïta
08.BD.25 - Ludjibaïta
08.BD.30 - Cornubita
08.BE - Només amb cations de mida mitjana, (OH, etc.):RO₄ > 2:1
08.BE.05 - Augelita
08.BE.10 - Grattarolaïta
08.BE.15 - Cornetita
08.BE.20 - Clinoclasa
08.BE.25 - Arhbarita, gilmarita
08.BE.30 - Allactita, flinkita, raadeïta, argandita
08.BE.35 - Clorofenicita, magnesioclorofenicita
08.BE.40 - Gerdtremmelita
08.BE.45 - Dixenita, hematolita, kraisslita, mcgovernita, arakiïta, turtmannita, carlfrancisita
08.BE.50 - Synadelfita
08.BE.55 - Holdenita
08.BE.60 - Kolicita
08.BE.65 - Sabel·liïta
08.BE.70 - Jarosewichita
08.BE.75 - Theisita
08.BE.80 - Coparsita
08.BE.85 - Waterhouseïta
08.BF - Amb cations de mida mitjana i gran, (OH, etc.):RO₄ < 0.5:1
08.BF.05 - Arrojadita-(KFe), dickinsonita-(KMnNa), arrojadita-(BaFe), arrojadita-(SrFe), arrojadita-(KNa), arrojadita-(PbFe), fluorarrojadita-(BaFe), arrojadita-(NaFe), arrojadita-(BaNa), fluorarrojadita-(KNa), fluorarrojadita-(NaFe)
08.BF.10 - Samuelsonita
08.BF.15 - Grifita
08.BF.20 - Nabiasita
08.BG - Amb cations de mida mitjana i gran, (OH, etc.):RO₄ = 0.5:1
08.BG.05 - Arsentsumebita, bearthita, brackebuschita, gamagarita, goedkenita, tsumebita, arsenbrackebuschita, feinglosita, bushmakinita, tokyoïta, calderonita
08.BG.10 - Melonjosephita
08.BG.15 - Tancoïta
08.BH - Amb cations de mida mitjana i gran, (OH, etc.):RO₄ = 1:1
08.BH.05 - Thadeuïta
08.BH.10 - Durangita, isokita, lacroixita, maxwellita, panasqueiraïta, tilasita
08.BH.15 - Drugmanita
08.BH.20 - Bjarebyita, cirrolita, kulanita, penikisita, perloffita, johntomaïta
08.BH.25 - Bertossaïta, palermoïta
08.BH.30 - Carminita, sewardita
08.BH.35 - Adelita, arsendescloizita, austinita, cobaltaustinita, conicalcita, duftita, gabrielsonita, niquelaustinita, tangeïta, gottlobita, hermannroseïta
08.BH.40 - Čechita, descloizita, mottramita, pirobelonita
08.BH.45 - Bayldonita, vesignieïta
08.BH.50 - Paganoïta
08.BH.55 - Jagowerita, carlgieseckeïta-(Nd)
08.BH.60 - Attakolita
08.BH.65 - Leningradita
08.BJ - Amb cations de mida mitjana i gran, (OH, etc.):RO₄= 1:5:1
08.BK - Amb cations de mida mitjana i gran, (OH, etc.):RO₄ = 2:1, 2.5:1
08.BK.05 - Brasilianita
08.BK.10 - Medenbachita, neustädtelita, cobaltneustädtelita
08.BK.15 - Curetonita
08.BK.20 - Heyita
08.BK.25 - Jamesita, lulzacita
08.BL - Amb cations de mida mitjana i gran, (OH, etc.):RO₄ = 3:1
08.BL.05 - Beudantita, corkita, hidalgoïta, hinsdalita, kemmlitzita, svanbergita, woodhouseïta, gallobeudantita
08.BL.10 - Arsenogoyazita, arsenogorceixita, arsenocrandal·lita, benauita, crandal·lita, dussertita, eylettersita, gorceixita, goyazita, kintoreïta, philipsbornita, plumbogummita, segnitita, springcreekita
08.BL.13 - Arsenoflorencita-(La), arsenoflorencita-(Nd), arsenoflorencita-(Ce), florencita-(Ce), florencita-(La), florencita-(Nd), waylandita, zaïrita, arsenowaylandita, graulichita-(Ce), florencita-(Sm)
08.BL.15 - Viitaniemiïta
08.BL.25 - Pattersonita
08.BM - Amb cations de mida mitjana i gran, (OH, etc.):RO₄ = 4:1
08.BM.05 - Retziana-(Ce), Retziana-(La), Retziana-(Nd)
08.BM.10 - Paulkel·lerita, kolitschita
08.BM.15 - Brendelita
08.BN - Només amb cations de mida gran, (OH, etc.):RO₄ = 0.33:1
08.BN.05 - Alforsita, belovita-(Ce), dehrnita, carbonatohidroxilapatita, clorapatita, mimetita-M, johnbaumita-M, fluorapatita, hedifana, hidroxilapatita, johnbaumita, mimetita, morelandita, piromorfita, fluorstrofita, svabita, turneaureïta, vanadinita, belovita-(La), deloneïta, fluorcafita, kuannersuïta-(Ce), hidroxilapatita-M, fosfohedifana, estronadelfita, fluorfosfohedifana, miyahisaïta
08.BN.10 - Arctita
08.BO - Només amb cations de mida gran, (OH, etc.):RO₄ sobre 1:1
08.BO.05 - Nacafita
08.BO.10 - Preisingerita, petitjeanita, schumacherita
08.BO.15 - Atelestita, hechtsbergita, smrkovecita
08.BO.20 - Kombatita, sahlinita
08.BO.25 - Heneuïta
08.BO.30 - Nefedovita
08.BO.35 - Kuznetsovita
08.BO.40 - Artsmithita
08.BO.45 - Schlegelita
08.C - Fosfats sense anions addicionals, amb H₂O
08.CA - Amb cations de mida petita i mitjana
08.CA.05 - Fransoletita, parafransoletita
08.CA.10 - Ehrleïta
08.CA.15 - Faheyita
08.CA.20 - Gainesita, mccril·lisita, selwynita
08.CA.25 - Pahasapaïta
08.CA.30 - Hopeïta, arsenohopeïta
08.CA.35 - Warikahnita
08.CA.40 - Fosfofil·lita
08.CA.45 - Parascholzita, scholzita
08.CA.50 - Keyita
08.CA.55 - Pushcharovskita
08.CA.60 - Prosperita
08.CA.65 - Gengenbachita
08.CA.70 - Parahopeïta
08.CB - Només amb cations de mida mitjana, RO₄:H₂O = 1:1
08.CB.05 - Serrabrancaïta
08.CB.10 - Hureaulita, sainfeldita, vil·lyael·lenita, nyholmita, miguelromeroïta
08.CB.15 - Fluckita, krautita
08.CB.20 - Cobaltkoritnigita, koritnigita
08.CB.25 - Yvonita
08.CB.30 - Geminita
08.CB.35 - Schubnelita
08.CB.40 - Radovanita
08.CB.45 - Kazakhstanita
08.CB.50 - Kolovratita
08.CB.55 - Irhtemita
08.CB.60 - Burgessita
08.CC - Només amb cations de mida mitjana, RO₄:H₂O = 1:1.5
08.CC.05 - Garyansel·lita, kryzhanovskita, landesita, fosfoferrita, reddingita
08.CC.10 - Kaatialaïta
08.CC.15 - Leogangita
08.CD - Només amb cations de mida mitjana, RO₄:H₂O = 1:2
08.CD.05 - Kolbeckita, metavariscita, fosfosiderita
08.CD.10 - Mansfieldita, escorodita, strengita, variscita, yanomamita
08.CD.15 - Parascorodita
08.CD.20 - Ludlamita
08.CD.25 - Sterlinghil·lita
08.CD.30 - Rollandita
08.CE - Només amb cations de mida mitjana, RO₄:H₂O sobre 1:2.5
08.CE.05 - Chudobaïta, geigerita
08.CE.10 - Newberyita
08.CE.15 - Brassita
08.CE.20 - Fosforrösslerita, rösslerita
08.CE.25 - Metaswitzerita, switzerita
08.CE.30 - Lindackerita, ondrušita, veselovskýita, pradetita, klajita
08.CE.35 - Bobierrita
08.CE.40 - Annabergita, arupita, barićita, eritrita, ferrisymplesita, hörnesita, köttigita, manganohörnesita, parasimplesita, vivianita, pakhomovskyita
08.CE.45 - Simplesita
08.CE.50 - Cattiïta
08.CE.55 - Koninckita
08.CE.60 - Kaňkita
08.CE.65 - Steigerita
08.CE.70 - Metaschoderita, schoderita
08.CE.75 - Malhmoodita, zigrasita
08.CE.80 - Santabarbaraïta
08.CE.85 - Metaköttigita
08.CF - Amb cations de mida mitjana i gran, RO₄:H₂O > 1:1
08.CF.05 - Grischunita, wicksita, bederita, tassieïta
08.CF.10 - Haigerachita
08.CG - Amb cations de mida mitjana i gran, RO₄:H₂O = 1:1
08.CG.05 - Cassidyita, col·linsita, fairfieldita, gaitita, messelita, parabrandtita, talmessita, hillita
08.CG.10 - Brandtita, roselita, wendwilsonita, zincroselita, rruffita
08.CG.15 - Ferrilotharmeyerita, lotharmeyerita, mawbyita, mounanaïta, thometzekita, tsumcorita, cobaltlotharmeyerita, cabalzarita, krettnichita, cobalttsumcorita, niquellotharmeyerita, manganlotharmeyerita, schneebergita, niquelschneebergita
08.CG.20 - Gartrellita, helmutwinklerita, zincgartrel·lita, rappoldita, fosfogartrel·lita, lukrahnita
08.CG.25 - Pottsita
08.CG.35 - Niqueltalmessita
08.CH - Amb cations de mida mitjana i gran, RO₄:H₂O < 1:1
08.CH.05 - Walentaïta
08.CH.10 - Anapaïta
08.CH.15 - Picrofarmacolita
08.CH.20 - Dittmarita, niahita
08.CH.25 - Francoanellita, taranakita
08.CH.30 - Schertelita
08.CH.35 - Hannayita
08.CH.40 - Struvita, struvita-(K), hazenita
08.CH.45 - Rimkorolgita
08.CH.50 - Bakhchisaraitsevita
08.CH.55 - Fahleïta, smolyaninovita
08.CH.60 - Barahonaïta-(Al), barahonaïta-(Fe)
08.CJ - Només amb cations de mida gran
08.CJ.05 - Estercorita
08.CJ.10 - Mundrabil·laïta, swaknoïta
08.CJ.15 - Nabafita, nastrofita
08.CJ.20 - Haidingerita
08.CJ.25 - Vladimirita
08.CJ.30 - Ferrarisita
08.CJ.35 - Machatschkiïta
08.CJ.40 - Phaunouxita, rauenthalita
08.CJ.45 - Brockita, grayita, rabdofana-(Ce), rabdofana-(La), rabdofana-(Nd), tristramita, smirnovskita
08.CJ.50 - Ardealita, brushita, churchita-(Y), farmacolita, churchita-(Nd)
08.CJ.55 - Mcnearita
08.CJ.60 - Dorfmanita
08.CJ.65 - Sincosita, bariosincosita
08.CJ.70 - Catalanoïta
08.CJ.75 - Guerinita
08.CJ.85 - Ningyoïta
08.D - Fosfats, etc
08.DA - Amb cations petits (i ocasionalment, grans)
08.DA.05 - Bearsita, moraesita
08.DA.10 - Roscherita, zanazziïta, greifensteinita, atencioïta, ruifrancoïta, guimarãesita, footemineïta
08.DA.15 - Uralolita
08.DA.20 - Weinebeneïta
08.DA.25 - Tiptopita
08.DA.30 - Veszelyita
08.DA.35 - Kipushita, philipsburgita
08.DA.40 - Spencerita
08.DA.45 - Glucina
08.DA.50 - Ianbruceïta
08.DB - Només amb cations de mida mitjana, (OH, etc.):RO₄ < 1:1
08.DB.05 - Diadoquita, pitticita, destinezita
08.DB.10 - Vashegyita
08.DB.15 - Schoonerita
08.DB.20 - Sinkankasita
08.DB.25 - Mitryaevaïta
08.DB.30 - Sanjuanita
08.DB.35 - Sarmientita
08.DB.40 - Bukovskyita
08.DB.45 - Zýkaïta
08.DB.50 - Giniïta
08.DB.55 - Sasaïta
08.DB.60 - Mcauslanita
08.DB.65 - Goldquarryita
08.DB.70 - Birchita
08.DB.75 - Braithwaiteïta
08.DC - Només amb cations de mida mitjana, (OH, etc.):RO₄ = 1:1 i < 2:1
08.DC.05 - Nissonita
08.DC.07 - Eucroïta
08.DC.10 - Legrandita
08.DC.12 - Strashimirita
08.DC.15 - Arthurita, earlshannonita, ojuelaïta, whitmoreïta, cobaltarthurita, bendadaïta, kunatita
08.DC.17 - Kleemanita
08.DC.20 - Bermanita, coralloïta
08.DC.22 - Kovdorskita
08.DC.25 - Ferristrunzita, ferrostrunzita, metavauxita, metavivianita, strunzita
08.DC.27 - Beraunita
08.DC.30 - Gordonita, laueïta, mangangordonita, paravauxita, pseudolaueïta, sigloïta, stewartita, ushkovita, ferrolaueïta, kastningita, maghrebita, nordgauïta
08.DC.32 - Tinticita
08.DC.35 - Vauxita
08.DC.37 - Vantasselita
08.DC.40 - Cacoxenita
08.DC.45 - Gormanita, souzalita
08.DC.47 - Kingita
08.DC.50 - Wavel·lita, allanpringita
08.DC.52 - Kribergita
08.DC.55 - Mapimita
08.DC.57 - Ogdensburgita
08.DC.60 - Nevadaïta, cloncurryita
08.DD - Només amb cations de mida mitjana, (OH, etc.):RO₄ = 2:1
08.DD.05 - Chenevixita, luetheïta
08.DD.10 - Acrocordita, guanacoïta
08.DD.15 - Aheylita, calcosiderita, faustita, planerita, turquesa, afmita
08.DD.20 - Childrenita, eosforita, ernstita
08.DE - Només amb cations de mida mitjana, (OH, etc.):RO₄ = 3:1
08.DE.05 - Senegalita
08.DE.10 - Fluellita
08.DE.15 - Bulachita
08.DE.20 - Zapatalita
08.DE.25 - Ceruleïta
08.DE.35 - Aldermanita
08.DE.40 - Juanitaïta
08.DE.45 - Iangreyita
08.DF - Només amb cations de mida mitjana, (OH, etc.):RO₄ > 3:1
08.DF.05 - Hotsonita
08.DF.10 - Bolivarita, evansita, liskeardita, rosieresita
08.DF.15 - Rusakovita
08.DF.20 - Liroconita
08.DF.25 - Sieleckiïta
08.DF.30 - Calcofil·lita
08.DF.35 - Parnauïta
08.DF.40 - Gladiusita
08.DG - Amb cations de mida mitjana i gran, (OH, etc.):RO₄ < 0.5:1
08.DG.05 - Lavendulana, sampleïta, shubnikovita, zdenĕkita, lemanskiïta
08.DH - Amb cations de mida mitjana i gran, (OH, etc.):RO₄ < 1:1
08.DH.05 - Minyulita
08.DH.10 - Leucofosfita, esfeniscidita, tinsleyita
08.DH.15 - Jahnsita-(CaMnFe), jahnsita-(CaMnMg), jahnsita-(CaMnMn), keckita, rittmannita, whiteïta-(CaFeMg), whiteïta-(CaMnMg), whiteïta-(MnFeMg), jahnsita-(MnMnMn), kaluginita, jahnsita-(CaFeFe), jahnsita-(NaFeMg), jahnsita-(NaMnMg), jahnsita-(CaMgMg)
08.DH.20 - Manganosegelerita, overita, segelerita, wilhelmvierlingita, juonniïta
08.DH.25 - Calcioferrita, kingsmountita, montgomeryita, zodacita
08.DH.30 - Arseniosiderita, kolfanita, mitridatita, pararobertsita, robertsita, sailaufita
08.DH.35 - Mantienneïta, paulkerrita, benyacarita
08.DH.40 - Xantoxenita
08.DH.45 - Mahnertita
08.DH.50 - Andyrobertsita, calcioandyrobertsita
08.DH.55 - Englishita
08.DH.60 - Bouazzerita
08.DJ - Amb cations de mida mitjana i gran, (OH, etc.):RO₄ = 1:1
08.DJ.05 - Johnwalkita, olmsteadita
08.DJ.10 - Gatumbaïta
08.DJ.15 - Camgasita
08.DJ.20 - Fosfofibrita, meurigita-K, meurigita-Na
08.DJ.25 - Jungita
08.DJ.30 - Wycheproofita
08.DJ.35 - Ercitita
08.DJ.40 - Mrazekita
08.DJ.45 - Attikaïta
08.DK - Amb cations de mida mitjana i gran, (OH, etc.):RO₄ > 1:1 i < 2:1
08.DK. - Richelsdorfita
08.DK.10 - Bariofarmacosiderita, farmacosiderita, natrofarmacosiderita, hidroniofarmacosiderita
08.DK.12 - Farmacoalumita, natrofarmacoalumita, bariofarmacoalumita
08.DK.15 - Burangaïta, dufrenita, natrodufrenita, matioliïta, gayita
08.DK.20 - Kidwel·lita
08.DK.25 - Bleasdaleïta
08.DK.30 - Matulaïta
08.DK.35 - Krasnovita
08.DL - Amb cations de mida mitjana i gran, (OH, etc.):RO₄ = 2:1
08.DL.10 - Foggita, cyrilovita, mil·lisita, wardita
08.DL.15 - Agardita-(Nd), agardita-(Y), agardita-(Ce), agardita-(La), goudeyita, mixita, petersita-(Y), zalesiïta, plumboagardita, calciopetersita
08.DL.20 - Cheremnykhita, dugganita, kuksita, wallkilldellita-(Mn), wallkilldellita-(Fe)
08.DL.25 - Angastonita
08.DM - Amb cations de mida mitjana i gran, (OH, etc.):RO₄ > 2:1
08.DM.05 - Morinita, esperanzaïta
08.DM.10 - Clinotirolita, tirolita
08.DM.15 - Betpakdalita-CaCa, melkovita, betpakdalita-NaCa
08.DM.20 - Fosfovanadilita-Ba, fosfovanadilita-Ca
08.DM.25 - Yukonita
08.DM.30 - Uduminelita
08.DM.35 - Delvauxita
08.DM.40 - Santafeïta
08.DN - Només amb cations de mida gran
08.DN.05 - Natrofosfat
08.DN.10 - Isoclasita
08.DN.15 - Lermontovita, urphoïta
08.DN.20 - Vyacheslavita
08.DO - Amb CO₃, SO₄, SiO₄
08.DO.05 - Girvasita
08.DO.10 - Voggita
08.DO.15 - Peisleyita
08.DO.20 - Perhamita, krasnoïta
08.DO.25 - Saryarkita-(Y)
08.DO.30 - Micheelsenita
08.DO.40 - Parwanita
08.DO.45 - Skorpionita
08.E - Uranil fosfats i arsenats
08.EA - UO₂:RO₄ = 1:2
08.EA.05 - Ortowalpurgita, walpurgita, fosfowalpurgita
08.EA.10 - Hal·limondita, parsonsita
08.EA.15 - Ulrichita
08.EA.20 - Lakebogaïta
08.EB - UO₂:RO4 = 1:1
08.EB.05 - Autunita, heinrichita, kahlerita, novačekita-I, saleeïta, torbernita, uranocircita, uranospinita, xiangjiangita, zeunerita, metarauchita, rauchita
08.EB.10 - Bassetita, lehnerita, metaautunita, metasaleeïta, metauranocircita, metauranospinita, metaheinrichita, metakahlerita, metakirchheimerita, metanovačekita, metatorbernita, metazeunerita, przhevalskita, metalodevita
08.EB.15 - Abernathyita, chernikovita, meta-ankoleïta, natrouranospinita, trögerita, uramfita, uramarsita
08.EB.20 - Threadgoldita, chistyakovaïta
08.EB.25 - Arsenuranospatita, uranospatita
08.EB.30 - Vochtenita
08.EB.35 - Coconinoïta
08.EB.40 - Ranunculita
08.EB.45 - Triangulita
08.EB.50 - Furongita
08.EB.55 - Sabugalita
08.EC - UO₂:RO4 = 3:2
08.EC.05 - Françoisita-(Nd), phuralumita, upalita, françoisita-(Ce)
08.EC.10 - Arsenuranilita, dewindtita, kivuïta, fosfuranilita, yingjiangita
08.EC.15 - Dumontita, hügelita
08.EC.20 - Metavanmeersscheïta, vanmeersscheïta, arsenovanmeersscheïta
08.EC.25 - Althupita
08.EC.30 - Mundita
08.EC.35 - Phurcalita
08.EC.40 - Bergenita
08.ED - Sense classificar
08.ED.05 - Moreauïta
08.ED.10 - Asselbornita, metalodevita, šreinita
08.ED.15 - Kamitugaïta
08.F - Polifosfats, Poliarseniats, [4]-Polivanadats
08.FA - Polifosfats, etc., sense OH i H₂O; dímers que comparteixen vèrtex de tetraedres
08.FA.05 - Blossita
08.FA.10 - Ziesita
08.FA.15 - Chervetita
08.FA.20 - Pirocoproïta, pirofosfita
08.FA.25 - Petewilliamsita
08.FB - Polifosfats, etc., només amb OH
08.FB.05 - Biachellaïta
08.FC - Polifosfats, etc., només amb H₂O
08.FC.05 - Fianelita
08.FC.10 - Canaphita
08.FC.15 - Pintadoïta
08.FC.20 - Arnhemita
08.FC.25 - Wooldridgeïta
08.FC.30 - Kanonerovita
08.FD - Polifosfats, etc., amb OH i H₂O
08.FD.05 - Volborthita, martyita
08.FE - Ino-[4]-vanadats
08.FE.05 - Alvanita, ankinovichita
08.?? - Fosfats sense classificar
08.?? - Abuïta